# W.F.O.
W.F.O. je sedmi studijski album američkog thrash metal sastava Overkill. Album je 15. srpnja 1994. godine objavila diskografska kuća Atlantic Records.

## Popis pjesama
| 1.    | »Where It Hurts«                 | 5:33 |
| 2.    | »Fast Junkie«                    | 4:22 |
| 3.    | »The Wait / New High in Lows«    | 5:46 |
| 4.    | »They Eat Their Young«           | 4:57 |
| 5.    | »What's Your Problem«            | 5:10 |
| 6.    | »Under One«                      | 4:15 |
| 7.    | »Supersonic Hate«                | 4:18 |
| 8.    | »R.I.P. (Undone)« (instrumental) | 1:43 |
| 9.    | »Up to Zero«                     | 4:08 |
| 10.   | »Bastard Nation«                 | 5:38 |
| 11.   | »Gasoline Dream«                 | 6:53 |
| 52:43 |                                  |      |

## Zasluge

### Overkill
- Bobby "Blitz" Ellsworth – vokali, produkcija
- D. D. Verni – bas-gitara, vokali, produkcija
- Merritt Gant – gitara, produkcija
- Rob Cannavino – gitara, akustična gitara, vokali, produkcija
- Tim Mallare – bubnjevi, produkcija

### Ostalo osoblje
- Rat Skates – logotip
- Tom Bender – inženjer zvuka
- Howie Weinberg – mastering
- Doug Cook – inženjer zvuka
- Daniel Hastings – fotografija
- Hilary Carlson – naslovnica, logotip
- Joe Verni – naslovnica, logotip